# 9914 Obukhova
9914 Obukhova là một tiểu hành tinh dạng C [[tiểu hành tinh vành đai chính]]. Nó quay quanh Mặt Trời mỗi 4.37 năm.
Được phát hiện ngày 28 tháng 10 ngày 1976 bởi Lyudmila Zhuravleva ở Đài vật lý thiên văn Crimean, tên chỉ định của nó là "1976 UJ4".